# Edward Linfoot
Edward Hubert Linfoot (Sheffield, 8 de junho de 1905 – Cambridge, 14 de outubro de 1982) foi um matemático britânico, conhecido principalmente por seu trabalho sobre óptica, e também por seu trabalho em matemática pura.
Foi palestrante convidado do Congresso Internacional de Matemáticos em Zurique (1932).
Linfoot morreu em Cambridge em 1982 com a idade de 77 anos, sepultado no Ascension Parish Burial Ground em Cambridge.